# Beyond the Realms of Death
«Beyond the Realms of Death» (укр. Поза межами царства смерті) — пісня британського хеві-метал-гурту Judas Priest з їхнього студійного альбому 1978 року Stained Class. Пісня в основному написана Робом Гелфордом, в той час як барабанщик Лес Бінкс був автором основного гітарного рифу, який, в свою чергу, став його єдиним авторським вкладом у будь-якій з пісень гурту. Хоча в тексті пісні йдеться про людину, яка вирішила покінчити життя самогубством, Гелфорд у телефонному інтерв'ю The New York Times у 1990 році заявив, що її не слід розглядати як антисуїцидальне послання, а радше як розповідь про те, як люди, що страждають на депресію, відсторонюються від суспільства і відмовляються спілкуватися з іншими.
Музично пісня характеризується гітарними соло і гострим вокалом Гелфорда, що зробило її однією з найкращих пісень альбому на думку критиків. Письменник Мартін Попофф, з іншого боку, поставив її на двадцять восьме місце у своїй книзі «500 найкращих хеві-метал-пісень усіх часів». Сайт Sputnikmusic назвав її «епічною піснею» і сказав, що вона та «Exciter» є найкращими піснями альбому. Сайт AllMusic назвав її шедевром альбому, і вона також послужила основою для майбутніх пісень, таких як «Fade to Black» гурту Metallica.
|                | Схема епічної рок-балади. Тисячі разів скопійована, ніколи не затьмарена |
| — Ларс Ульріх, |                                                                          |

У 1997 році німецький гурт Blind Guardian зробив кавер на цю пісню для триб'ют-альбому A Tribute to Judas Priest: Legends of Metal.

## Склад
- Роб Гелфорд — вокал
- К. К. Даунінґ — гітари
- Ґленн Тіптон — гітари
- Іен Гілл — бас-гітара
- Лес Бінкс — ударні